# فولرز کراسبراد (آلاباما)
فولرز کراسبراد (به انگلیسی: Fullers Crossroads) یک منطقهٔ مسکونی در ایالات متحده آمریکا است که در آلاباما واقع شده‌است. فولرز کراسبراد ۱۴۶٫۹۲ متر بالاتر از سطح دریا قرار دارد.